# Rokkaku Yoshikata

Sumitate-yotsumeyui,
emblème du clan Rokkaku.

Rokkaku Yoshikata est un nom japonais traditionnel ; le nom de famille (ou le nom d'école), Rokkaku, précède donc le prénom (ou le nom d'artiste).
Rokkaku Yoshikata (六角 義賢, 1521-19 avril 1598) est un samouraï à la tête du clan Rokkaku durant l'époque Sengoku de l'histoire du Japon. Il est shugo (gouverneur) et plus tard daimyō d'une zone au sud de la province d'Ōmi, puis gardien du château de Kannonji. Il se fait plus tard moine bouddhiste sous le nom de « Shōtei ».

## Biographie
Fils de Rokkaku Sadayori, Yoshikata prend part à de nombreuses batailles pour le contrôle de la région de Kyoto durant cette période. En 1549, il s'allie avec Hosokawa Harumoto contre Miyoshi Chōkei et succède à son père à la tête de la famille en 1552. Après un certain nombre de victoires contre les Miyoshi, le vent tourne ; Yoshikata et ses alliés Hosokawa au service du shogun Ashikaga Yoshiteru commencent à connaître une série de défaites. En 1558, le shogun se réconcilie avec le clan Miyoshi, ce qui met fin au conflit. Apercevant une opportunité, Azai Hisamasa, du nord de la province d'Ōmi, envahit le territoire des Rokkaku. Défait, le clan Azai est contraint de devenir vassal des Rokkaku.
Yoshikata entre dans le sacerdoce bouddhiste en 1559, transmettant son statut au sein de la famille à son fils, Rokkaku Yoshiharu, mais n'en reste pas moins actif dans les batailles de la famille. Yoshikata dirige les forces de son clan lors d'une guerre l'année suivante contre Azai Nagamasa en cherchant à maintenir son contrôle sur les Azai et leur territoire. Il est largement perdant, ce faisant, à la bataille de Norada qui marque le début du déclin du clan Rokkaku.
En 1563, Gotō Katatoyo, un de ses principaux vassaux, tue une personne à l'intérieur du château de Kannonji. La méfiance entre les seigneurs Rokkaku et leurs obligés atteint un point tel que Yoshikata et son fils sont chassés du château. Mais ils reviennent bientôt après grâce à la médiation de Gamō Sadahide et Gamō Katahide.
En 1565, les Rokkaku sont de nouveau attaqués par les Azai mais les forces de l'envahisseur sont contenues.

## Défaite
En 1569, Oda Nobunaga, au service du shogun Ashikaga Yoshiaki, demande aux Rokkaku de rejoindre son armée mais il essuie un refus. Défaits à l'issue de la bataille qui en résulte, les Rokkaku sont expulsés de leur château et s'installent à Kōka, leur clan étant de fait éliminé en tant que daimyōs.
En 1570, les Rokkaku sont vaincus par Shibata Katsuie au château de Chōkōji et de nouveau au château de Bodaiji pour finalement se soumettre à Nobunaga. Sur l'ordre de ce dernier, Yoshikata est emprisonné au château d'Ishibe occupé par Sakuma Nobumori. Il s'échappe quatre ans plus tard et s'enfuit à Shigaraki où il vit isolé et aide les mouvements locaux et l'Ishiyama Hongan-ji contre Nobunaga. 
Yoshikata décède à l'âge de 74 ans en 1598. Durant sa vie, il étudie l'archerie auprès de Yoshida Shigemasa et fonde sa propre école d'équitation, le Sasaki-ryū.

### Codes domestiques de l'époque Sengoku
Au cours de l'époque Sengoku, la culture sociale et juridique du Japon évolue indépendamment de l'histoire bien connue des séries de batailles et d'escarmouches armées. Un certain nombre de daimyos progressistes promulguent de façon indépendante des codes de conduite à appliquer dans un han ou un domaine spécifique. Peu d'exemples de ces codes de droit rédigés par des daimyos ont survécu mais le cadre juridique ménagé par le clan Rokkaku reste parmi le petit nombre de documents qui peuvent encore être étudiés. En 1567 est promulgué le Rokkaku-shi shikimoku.
- 1567 : Rokkaku Yoshikata édite le Rokkaku-shi shikimoku[3].
- 1567 : Rokkaku Yoshiharu, fils ainé de Yoshikata, réédite le Rokkaku-shi shikimoku[3].

## Source de la traduction
- (en) Cet article est partiellement ou en totalité issu de l’article de Wikipédia en anglais intitulé « Rokkaku Yoshikata » (voir la liste des auteurs).